# Viktor Onopko
Viktor Saveljevitsj Onopko (Russisch: Виктор Савельевич Онопко) (Voroshilovgrad, 14 oktober 1969) is een Russisch voetbaltrainer en voormalig voetballer.

## Clubcarrière
Onopko begon z'n carrière bij Stakhanovets Stakhanov, maar maakte z'n debuut in eerste klasse bij Sjachtar Donetsk. Hij speelde ook nog voor Dynamo Kiev en Spartak Moskou. In 1995 begon hij aan een buitenlandse carrière: hij ging spelen voor het Spaanse Real Oviedo en Rayo Vallecano. In januari 2003 keerde hij terug naar Rusland, waar hij voor Alania Vladikavkaz ging spelen. Na zes maanden stapte hij over naar FK Saturn, waar hij in 2005 z'n spelerscarrière afsloot.

## Interlandcarrière
Onopko speelde drie interlands voor de nationale ploeg van Sovjet-Unie, waarin hij 1 doelpunt maakte. Na het uiteenvallen van de Sovjet-Unie werd er een elftal gevormd voor spelers van het GOS. Onopko speelde hiervoor vier interlands. Vanaf 1992 werd hij international van Rusland. Hij speelde hier tussen 1992 en 2004 109 interlands, waarmee hij jarenlang recordhouder was van zijn vaderland. Hij werd bijgehaald door verdediger Sergej Ignasjevitsj, die op 14 november 2015 tegen Portugal zijn 113de interland speelde voor Rusland. Onopko nam met Rusland deel aan het WK voetbal 1994 in de Verenigde Staten, waar de ploeg in de eerste ronde werd uitgeschakeld.
| Interlanddoelpunten | Interlanddoelpunten | Interlanddoelpunten   | Interlanddoelpunten | Interlanddoelpunten | Interlanddoelpunten | Interlanddoelpunten | Interlanddoelpunten |
| №                   | Datum               | Wedstrijd             | Goal(s)             | Score               | Uitslag             | Competitie          |                     |
| ------------------- | ------------------- | --------------------- | ------------------- | ------------------- | ------------------- | ------------------- | ------------------- |
| 1                   | 17 februari 1993    | Rusland – El Salvador | 53' (pen.)          | 1 – 0               | 2 – 1               | Oefeninterland      |                     |
| 2                   | 11 oktober 1995     | Rusland – Griekenland | 71'                 | 2 – 1               | 2 – 1               | EK-kwalificatie     |                     |
| 3                   | 5 september 1998    | Oekraïne – Rusland    | 87'                 | 3 – 2               | 3 – 2               | EK-kwalificatie     |                     |
| 4                   | 31 maart 1999       | Rusland – Andorra     | 42'                 | 3 – 0               | 6 – 1               | EK-kwalificatie     |                     |
| 5                   | 8 september 1999    | Andorra – Rusland     | 22'                 | 0 – 1               | 1 – 2               | EK-kwalificatie     |                     |
| 6                   | 8 september 1999    | Andorra – Rusland     | 57'                 | 1 – 2               | 1 – 2               | EK-kwalificatie     |                     |
| 7                   | 16 oktober 2002     | Rusland – Albanië     | 52'                 | 3 – 1               | 4 – 1               | EK-kwalificatie     |                     |

## Trainerscarrière
Sinds 2009 is Onopko assistent-trainer van CSKA Moskou.